# Ewald Veigel
Ewald Veigel (* 21. Juli 1936 in Ludwigsburg) ist ein deutscher Politiker der FDP/DVP.

## Leben und Beruf
Veigel absolvierte nach der mittleren Reifen eine Ausbildung für den gehobenen, nichttechnischen Verwaltungsdienst. 1958 legte er die Staatsprüfung ab und 1962 erlangte er das Diplom. Zwischen 1959 und 1966 war er zunächst bei der Gemeindeverwaltung Neckarweihingen und dann bei den Stadtverwaltungen Kornwestheim und Asperg beschäftigt. Veigel ist verheiratet und hat ein Kind.

## Politik
Veigel war von 1966 bis 1994 Bürgermeister von Illingen. 1971 unterlag er knapp bei der Bürgermeister-Wahl von Bissingen. Ab 1971 gehörte er dem Kreistag des Landkreises Vaihingen bzw. nach dessen Auflösung des Enzkreises an. Von 1974 bis 1989 war er dort Vorsitzender der FWV/FDP-Fraktion. 
Von 1981 bis 1989 war Veigel zudem Vorsitzender des FDP-Kreisverbands Pforzheim-Enzkreis. Von 1995, als er für Hans Albrecht nachrückte, bis 2001 war er Abgeordneter im Landtag von Baden-Württemberg. Er vertrat dort das Zweitmandat des Wahlkreises Enz und war Vorsitzender des Petitionsausschusses.

## Ehrungen
Die Gemeinde Illingen verlieh Veigel die Ehrenbürgerwürde.